# Albaniola casalei
Albaniola casalei es una especie de escarabajo del género Albaniola, familia Leiodidae. Fue descrita por Pier Mauro Giachino en 1989.

## Distribución
Se encuentra en Grecia y Macedonia del Norte.